# Krajina ekspres
Il Krajina Express (in serbo Крајина Eкспрес?) era un treno corazzato improvvisato usato dall'esercito della Repubblica Serba di Krajina durante il guerra d'indipendenza croata e la guerra in Bosnia, dal 1991 al 1995.
La battaglia principale in cui fu coinvolto il treno fu l'assedio di Bihać. L'equipaggio del treno si è anche esibito in combattimento nel ruolo di fanteria.
Vide impiego con successo come pezzo di artiglieria mobile, grazie soprattutto all'assenza di potenza aerea da parte croata. Colpito in diverse occasioni da razzi anticarro, subì solo lievi danni per via dell'uso sulla superficie esterna di spesse lastre di gomma a protezione.
Il treno venne infine distrutto dal suo stesso equipaggio poco prima di cadere in mani croate durante l'Operazione Tempesta. I resti sono oggi in mostra a Gradačac.